# Československá basketbalová liga žen 1959/1960
Československá basketbalová liga žen 1959/1960 byla nejvyšší ligovou basketbalovou soutěží žen v Československu. Počet družstev byl 12. Titul mistra Československa získal tým Slovan Orbis Praha, na druhém místě se umístil klub Slavia VŠ Brno a na třetím Spartak Praha Sokolovo.
- Slovan Orbis Praha (trenér Svatopluk Mrázek) v sezóně 1959/60 získal pátý titul mistra Československa (z 9 celkem). Jeho hráčky patřily mezi opory reprezentačního družstva Československa.

Konečné pořadí ligy 

1. Slovan Orbis Praha (mistr Československa 1960) - 2. Slavia VŠ Brno - 3. Spartak Praha Sokolovo - 4. Lokomotíva Bratislava - 5. Slovan ÚNV Bratislava - 6. Slavia VŠ Praha - 7. Tatran Ostrava - 8. Jiskra Kyjov - 9. Lokomotíva Liberec - další 3 družstva sestup z 1. ligy: 10. Lokomotíva Košice - 11. Slávia Prešov - 12. Slovan Orbis Praha "B"

## Systém soutěže
- Všechna družstva hrála dvoukolově každý s každým (doma - venku), každé družstvo 22 zápasů.

| Poř. | Tým                    | Z  | V  | P  | Skóre     | Body |
| ---- | ---------------------- | -- | -- | -- | --------- | ---- |
| 1.   | Slovan Orbis Praha     | 22 | 21 | 1  | 1704:1048 | 43   |
| 2.   | Slavia VŠ Brno         | 22 | 19 | 3  | 1569:1235 | 41   |
| 3.   | Spartak Praha Sokolovo | 22 | 17 | 5  | 1498:1149 | 39   |
| 4.   | Lokomotíva Bratislava  | 22 | 16 | 6  | 1540:1160 | 38   |
| 5.   | Slovan ÚNV Bratislava  | 22 | 12 | 10 | 1420:1296 | 34   |
| 6.   | Slavia VŠ Praha        | 22 | 11 | 11 | 1156:1227 | 33   |
| 7.   | Tatran Ostrava         | 22 | 10 | 12 | 1249:1397 | 32   |
| 8.   | Jiskra Kyjov           | 22 | 8  | 14 | 1167:1272 | 30   |
| 9.   | Lokomotiva Liberec     | 22 | 7  | 15 | 1330:1525 | 29   |
| 10.  | Lokomotíva Košice      | 22 | 7  | 15 | 1167:1508 | 29   |
| 11.  | Slávia VŠ Prešov       | 22 | 3  | 19 | 975:1514  | 27   |
| 12.  | Slovan Orbis Praha "B" | 22 | 1  | 21 | 999:1548  | 23   |

## Sestavy (hráčky, trenéři) 1959/1960, 1960/1961
- Slovan Orbis Praha: Dagmar Hubálková, Helena Adamírová-Mázlová, Stanislava Theissigová-Hubálková, Eva Křížová (Škutinová-Dobiášová), Jaroslava Dubská-Čechová, Hana Myslilová-Havlíková, Vlasta Brožová-Šourková, Věra Štechrová-Koťátková, Jaroslava Majerová-Ŕepková, Libuše Kociánová-Bolečková, Havlíčková. Trenér Svatopluk Mrázek
- Slavia Brno: Věra Horáková-Grubrová, Miroslava Štaudová-Tomášková, Julie Žižlavská-Koukalová, O. Mikulášková, Cihlářová, Hanáková, Mihulová, Stárková, Lautererová, Kamašová-Zezulová. Trenér Jiří Štaud
- Spartak Praha Sokolovo: Milena Vecková-Blahoutová, Ludmila Ordnungová-Lundáková, Jiřina Štěpánová, Hana Kopáčková-Ezrová, Eva Myslíková-Stehnová (1959), Jaroslava Sazimová, Lódrová-Janďourková, Eva Hegerová-Šuckrdlová, Doležalová, Jana Bednářová-Edlová, Fárová-Holubová. Trenér Miloslav Kříž
- Lokomotiva Bratislava: Helena Zvolenská, Valéria Tyrolová, Antonína Nováková-Záchvějová, Marta Tomašovičová, Helena Strážovská-Verešová, Javorská, Kluvánková-Vranková, Fischerová, Gašparovičová, Horáková, Puobišová, Púllová. Trenér Ján Hluchý
- Slovan ÚNV Bratislava: Zora Staršia-Haluzická, Olga Blechová-Bártová, Hana Veselá-Boďová, Zlatica Mílová, Edita Uberalová-Príkazská, Věra Zedníčková-Ryšavá, Baránková, Labudová, Fingerlandová-Smetanová, Meszárošová, Hájeková-Sucháňová, Glesková-Mrázová, Pavlíková. Trenér Kurt Uberal
- Slavia Praha ITVS: Radka Matoulková-Brožková, Alena Dolejšová-Plechatová, Věra Svobodová-Vaigentová, Zívrová, Černá, Marešová-Novotná, Kotálová, Příhodová-Chudá, Nováková, Kopecká, Saiverová, Špinková, Fučíková. Trenér Lubomír Dobrý
- Tatran Ostrava: Jarmila Šulcová-Trojková, A. Böhmová-Vejsová, Lendlová-Jeništová, Sobotová-Horká, Chocholáčová-Nováková, Mariánová, Borovcová, Ratajová, Měrková, Dorotíková. Trenér J. Ďurčok
- Jiskra Kyjov: Helena Malotová-Jošková, Ludmila Kuřilová-Navrátilová, Uryčová, Kočí, Bímová, Marie Řiháková, Švarcová, Balašová, Selucká, Konhefrová, Hochmanová, Fušková. Trenér Ivan Kuřil
- Lokomotíva Liberec: Zdeňka Kočandrlová-Moutelíková, Sylva Richterová, V.Kvíčalová, Řeháková, Pacejková, Šťovičková. Trenér L. Hampl
- Lokomotíva Košice: Dutková, Kavková-Griegerová, Šostáková-Lešková, Jablonská, Bercíková-Dulovičová, Czermáková, Krupová, Rušinová, Špičková, Valková, Jeremiášová, J. Šimkovičová, Sladkovská, Hegyessiová, Harantová. Trenér P.V. Andreánský
- Slávia VŠ Prešov: Čajková, Tomanóczyová, Manicová, Siváková-Koperdáková, Winterová, T. Sabanošová-Fabiánová, Volčková, Baránková, Grečnerová, V. Fabiánová, E. Fabiánová, Stanová-Jacková, Vasilková, Košúthová, Iványiová, Hojerová,Nemčeková. Trenér M. Kvolek
- Slovan Orbis Praha "B": Mayerová-Paulová, Máchovská, Rutová, Hůlková, Vandasová, Luttnová, Brožová, Purnochová, Tláskalová, Vápenková, Lesákova. Trenér Ludvík Luttna, Miloš Šulc

## Zajímavosti
- Mistrovství světa v basketbalu žen 1959 (Moskva), Sovětský svaz, v říjnu 1959 za účasti 8 družstev. Konečné pořadí: 1. Sovětský svaz, 2. Bulharsko, 3. Československo, 4. Jugoslávie. Československo na MS 1959 hrálo v sestavě: Dagmar Hubálková 120 bodů /7 zápasů, Helena Adamírová-Mázlová 88 /7, Stanislava Theissigová-Hubálková 52 /7, Věra Horáková-Grubrová 44 /7, Milena Vecková-Blahoutová 39 /7, Zdeňka Kočandrlová-Moutelíková 28 /5, Jarmila Šulcová-Trojková 28 /7, Julie Žižlavská-Koukalová 24 /6, Eva Křížová (Škutinová-Dobiášová) 19 /6,Ludmila Ordnungová-Lundáková 16 /6, Vlasta Brožová-Šourková 9 /4, Jaroslava Dubská-Čechová 0/ 0, celkem 467 bodů v 7 zápasech (5 vítězství, 2 porážky). Trenéři: Svatopluk Mrázek, Ján Hluchý
- Mistrovství Evropy v basketbale žen 1960 se konalo v Bulharsku (Sofie) v červnu 1960 za účasti 10 družstev. Mistrem Evropy byl Sovětský svaz', Bulharsko na 2. místě, Československo na 3. místě, Polsko na 4. místě. Československo na ME 1960 hrálo v sestavě: Dagmar Hubálková 91 bodů /5 zápasů, Helena Adamírová-Mázlová 63 /7, Helena Malotová-Jošková 55 /7, Jarmila Šulcová-Trojková 47 /7, Milena Vecková-Blahoutová 46 /7, Věra Horáková-Grubrová 45 /7, Stanislava Theissigová-Hubálková 29 /7, Antonína Záchvějová-Nováková 29 /7, Julie Žižlavská-Koukalová 25 /5, Vlasta Brožová-Šourková 21 /4, Zora Haluzická-Starší 10 /5, Valéria Tyrolová 5 /3, celkem 466 bodů v 7 zápasech (5 vítězství, 2 porážky). Trenéři Ján Hluchý, Svatopluk Mrázek
- V Poháru evropských mistrů v basketbalu žen Slovan Orbis Praha v sezóně 1959/60 byl vyřazen v semifinále od Daugava Riga , která byla vítězem soutěže, když ve finále porazila Spartak Sofia.